# سیارک ۵۲۱۸
سیارک ۵۲۱۸ (به انگلیسی: 5218 Kutsak، نامگذاری:1969TB3) پنج هزار و دویست و هجدهمین سیارک کشف شده‌است که در ۹ اکتبر ۱۹۶۹ کشف شد.
قدر مطلق سیارک برابر ۲۳.۴ است.